# دزموبريسين
دزموبريسين (الاسم العلمي: Desmopressin) هو مركب كيميائي مصطنع بديل عن هرمون الفازوبرسين الذي يقلل إنتاج البول. يمكن إعطاؤه عبر الأنف أو عبر الوريد أو كأقراص تعطى عن طريق الفم أو تحت اللسان.